# Fare a meno di te (Due di Picche)
Fare a meno di te è un brano musicale interpretato dal duo Due di Picche, secondo singolo estratto dall'album C'eravamo tanto odiati.

## Il brano
Fare a meno di te, scritta e prodotta da J-Ax e Neffa, è stato presentato in anteprima durante la seconda puntata della quarta edizione di X Factor il 14 settembre 2010. Il singolo ha debuttato nella classifica dei singoli digitali più scaricati in Italia il 23 settembre 2010 alla nona posizione. Le ingenti vendite del singolo sono partite il 3 settembre 2010 e gli hanno permesso di balzare in appena quattro settimane dalla novantatreesima alla nona posizione della classifica italiana. Il 30 settembre 2010, Fare a meno di te troneggia tra le prime posizioni, gloriandosi del suo raggiungimento più elevato, l'ottava posizione.. Il brano viene inserito nelle compilation Love... per sempre e Tutti pazzi per RDS.

## Il video
Il video musicale prodotto per Fare a meno di te e per la regia di Gaetano Morbioli, è stato pubblicato ufficialmente il 16 settembre 2010, dopo essere stato trasmesso in anteprima da MTV. Nel videoclip, J-Ax, Neffa e i loro amici di calcetto organizzano una bellissima sorpresa alle loro fidanzate.

## Tracce
Download digitale
1. Fare a meno di te - 4:16

## Classifiche
| Classifica (2010) | Posizione massima |
| ----------------- | ----------------- |
| Italia            | 8                 |